# جنگل ملی ساوتوث
جنگل ملی ساوتوث (به انگلیسی: Sawtooth National Forest) یک جنگل ملی در آمریکا است.
مساحت این جنگل ۷۸۸۱ کیلومتر مربع است و در ایالت یوتا و آیداهو گسترده‌است.